# Erucastrum canariense
Erucastrum canariense är en korsblommig växtart som beskrevs av Philip Barker Webb och Sabin Berthelot. Erucastrum canariense ingår i släktet kålsenaper, och familjen korsblommiga växter. Inga underarter finns listade i Catalogue of Life.